# Serge Goldwicht
Serge Goldwicht, né à Nivelles (Belgique) en 1954, est un peintre, dessinateur et vidéaste belge. 
Il vit et travaille à Bruxelles. Expert en design il a été directeur de création aux Cristalleries du Val-Saint-Lambert. 
Il a créé une méthode d'éveil du dessin spontané chez l’adulte et lui consacre des ateliers et un livre, en 2016,.

## Biographie
Goldwicht est issu de la ville de Nivelles. Son père était d'origine polonaise et sa mère roumaine. Son grand-père tenait une boutique de gants et son père, qui a grandi dans le quartier juif de Saint-Gilles fut le seul de sa famille à avoir survécu à la Shoah, en sautant du train de déportation en cours de route. Peu après la guerre, il parvient à ouvrir un magasin de vêtements à Nivelles.
Serge Goldwicht étudie à l'Université libre de Bruxelles la philosophie en 1972. 
À ses débuts il développe un intérêt pour la philosophie et pour le dessin, et il écrit notamment, un livre dans un mélange de wallon et de yiddish, « une langue que j'appelais wallisch ». Il travaillait comme professeur de morale en éducation spécialisée, et commence à exposer avec Lens Fine Art. Il devient artiste et expose notamment la représentation d'une Thora en papier de soie auquel il récolte le Prix de la Jeune Peinture Belge. Par la suite il s'intéresse au design et à la conception de meubles uniques. Il devient directeur artistique du Val Saint-Lambert en 1990, puis directeur artistique des Galeries Royales de Saint Hubert.

## Projets artistiques

### Blotch Project
En 2013, il passe du dessin et de la peinture à la vidéo de « taches alluvionnaires », qu'il nomme « Blotch Project ». La tache en mouvement, son pouvoir de suggestion et la multiplicité des possibles sont la source de ce cheminement qui le mène à mettre en scène des «catastrophes graphiques», selon une expression du philosophe Gilles Deleuze,.

### Sexblotch
En 2017, il développe le potentiel érotique de ses taches mouvantes filmées et lance un site érotique abstrait « post-porno » : sexblotch.com,,.

### Soundblotch
Serge Goldwicht a créé de multiples vidéos avec des musiciens et sound designer, notamment avec le musicologue et compositeur Pierre Lebecque, poursuivant ainsi l’exploration de la peinture mouvante mixée aux sons, à la musique.
Il est également membre du Collectif Manifestement.

### Sélections
- Fine Arts Film Festival’ of Venice, Californie ; Berlin Short Festival’, Berlin[réf. nécessaire].
- The Brain Wash Drive, Oakland, Canada[5].

### Expositions
- « Comment la vision devient une fable ? », Namur, 2018[12],[7]
- « Kunst macht frei », Bruxelles, 2001[13]
- « B Terra incognita »
- « Reportages autopictographiques »[14],[15]
- « Souvenirs impudiques dans une ancienne synagogue »

## Publications
- Manuel de dessin spontané à l’usage des adultes, éd. EME, Louvain-la-Neuve, 2016
- La production du ratage et le désir discret de la tragique entreprise, La soif étanche, Liège, 1976

### Avec le Collectif Manifestement
- Manifeste du dégagisme, Maelström, Bruxelles, 2011.
- Dégagisme du manifeste, Maelström, Bruxelles, 2017.
- Chronique du rattachement de la Belgique au Congo, Maelström, Bruxelles, 2017.